# Glutops singularis
Glutops singularis is een vliegensoort uit de familie van de Pelecorhynchidae. De wetenschappelijke naam van de soort is voor het eerst geldig gepubliceerd in 1878 door Burgess.